# Philosophical Hall

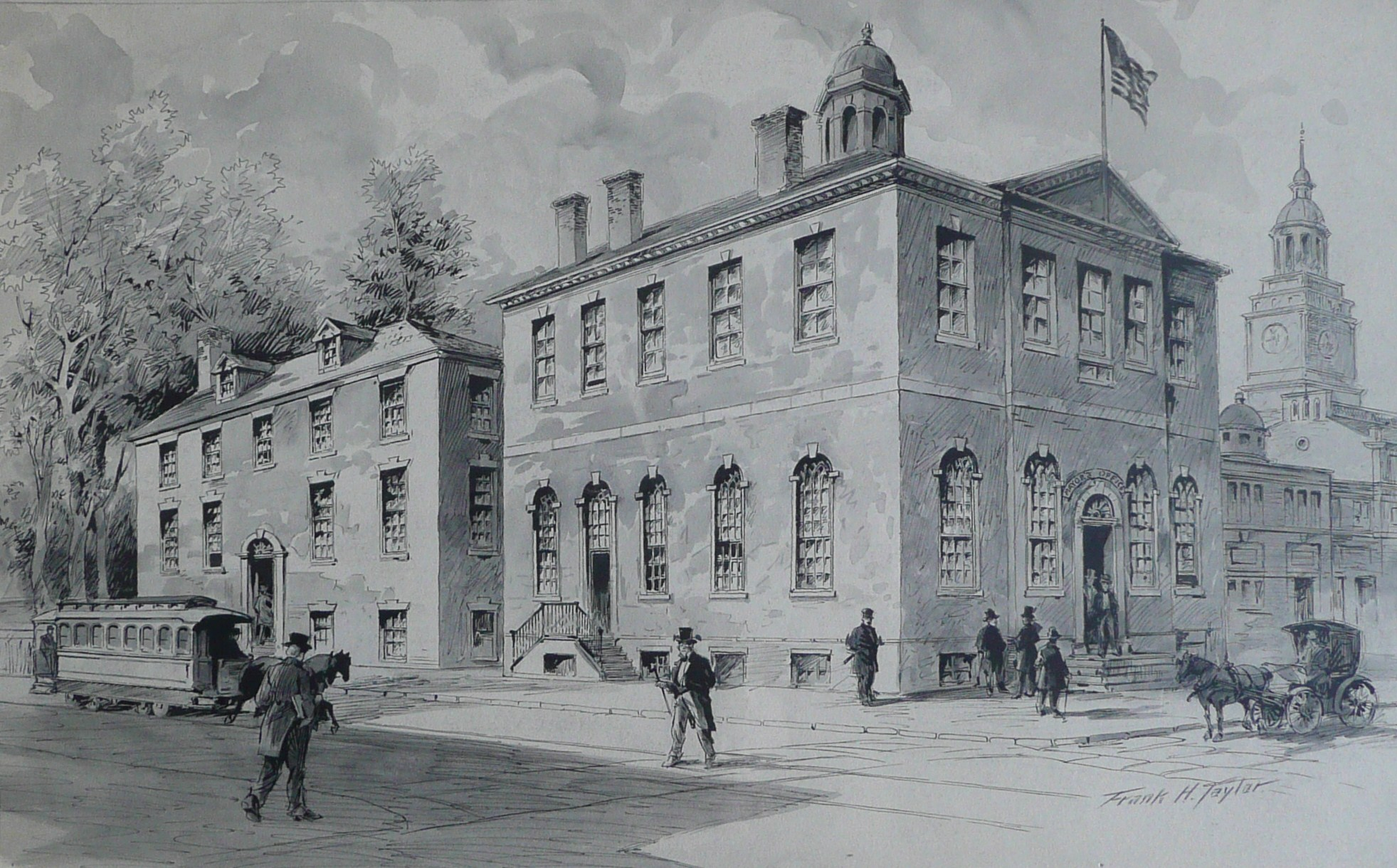
Philosophical Hall, Philadelphia, sulla sinistra in a acquerello del 1919

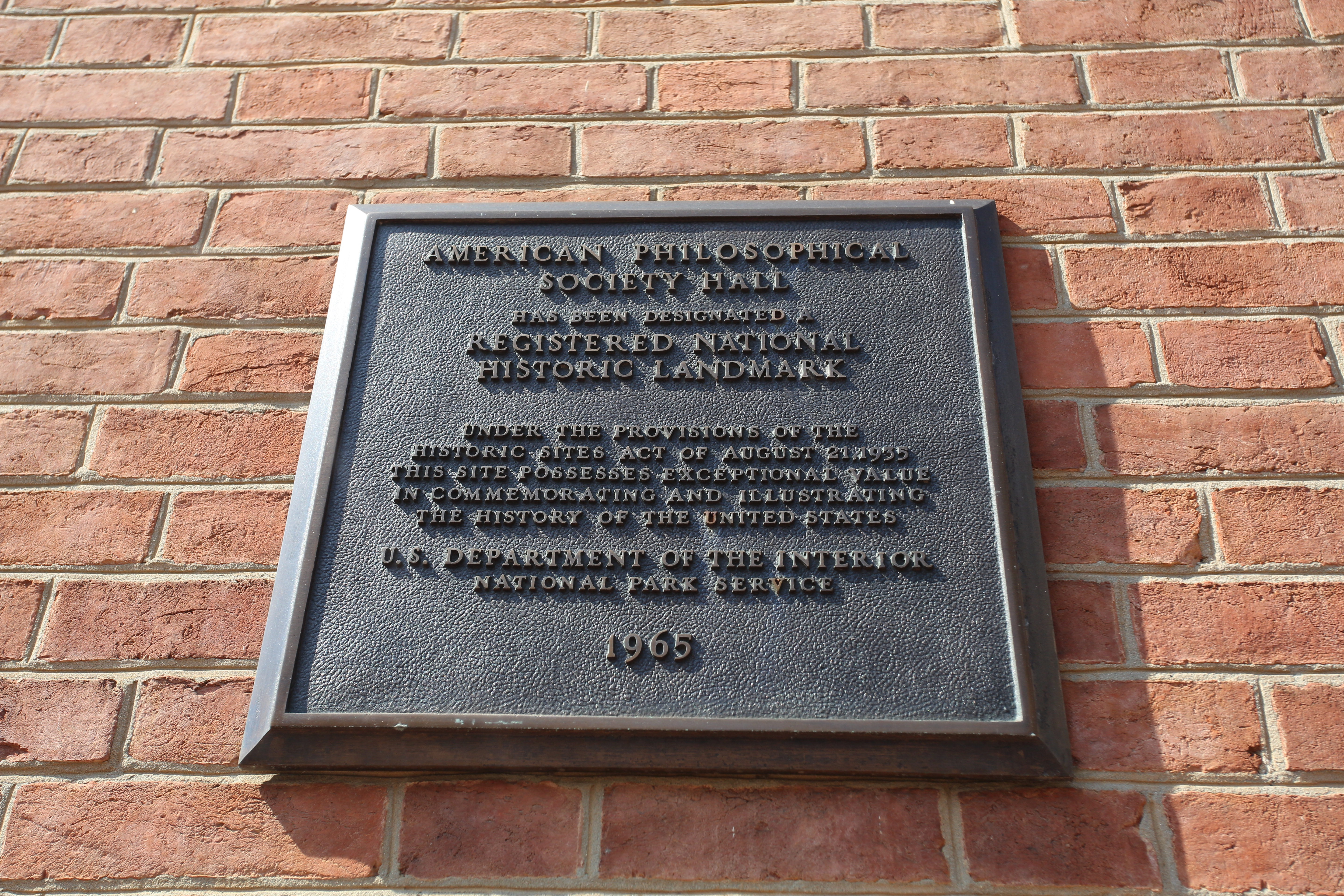
Targa dei National Historic Landmark

La Philosophical Hall è un edificio storico situato al 104 di South 5th Street nel quartiere Center City di Filadelfia, in Pennsylvania, poco distante dall'Indipendence Hall. L'edificio ha ospitato il quartier generale della American Philosophical Society per oltre 200 anni. Dal 1965 fa parte dei National Historic Landmark per via del rapporto con tale associazione.

## Origini
Per i vent'anni successivi alla fondazione, l'American Philosophical Society (APS) non ebbe alcuna sede fisica, gli incontri avvenivano in diversi luoghi di Filadelfia. Nel 1783 i membri dell'associazione deliberarono, attraverso una votazione, a favore della costruzione di un edificio in cui potessero tenersi le riunioni. Vennero valutati due lotti, uno vicino ad Arch Street, e successivamente uno nell'attuale Indipendence Square. Nel 1785 la Pennsylvania Legislative Assembly si riunì in quello che oggi è l'Indipendence Hall, e decise di assegnare il lotto di Indipendence Square all'associazione.
I lavori di escavazione iniziarono immediatamente, tuttavia la raccolta di capitali procedette a rilento, e l'edificio fu ultimato solamente quattro anni dopo. Il denaro necessario a completare le ultime fasi della costruzione fu prestato da Benjamin Franklin, membro anch'egli dell'associazione.

## Storia
La Philosophical Hall fornì un punto d'incontro all'APS, inoltre ospitava gli uffici e la libreria dell'associazione. Essendo più grande di quanto necessario, le stanze inutilizzate venivano affittate. Alcuni corsi dell'Università della Pennsylvania vennero tenuti all'interno dell'edificio. L'edificio ospitò inoltre per diversi anni il Peale's Philadelphia Museum di Charles Willson Peale. Il governo degli Stati Uniti affittò alcuni ambienti dell'edificio per ospitare il United States District Court for the Eastern District of Pennsylvania. Dal 1934 l'associazione non ebbe più bisogno di affittare spazi, grazie all'ingente lascito testamentario di un membro.
L'APS valutò diverse volte di lasciare la Philosophical Hall, una di queste in concomitanza con l'offerta d'acquisto da parte della città di Filadelfia, che intendeva riconvertire l'edificio in un tribunale, le parti tuttavia non trovarono un accordo economico. Agli inizi del XX secolo si valutò se trasferire la sede sulla Benjamin Franklin Parkway, viale appena costruito. I progettisti speravano di attirare gruppi di intellettuali negli uffici lungo la via. Dopo attente valutazioni, la discussione terminò nel 1934, grazie ai fondi ricevuti in lascito l'APS poté rimanere nella sua sede originaria. Nel 1890 l'edificio venne ampliato con la costruzione di un terzo piano, il quale forniva nuovi locali per la biblioteca; la struttura originale venne tuttavia ripristinata nel 1949, dopo che la biblioteca fu trasferita in altro luogo.

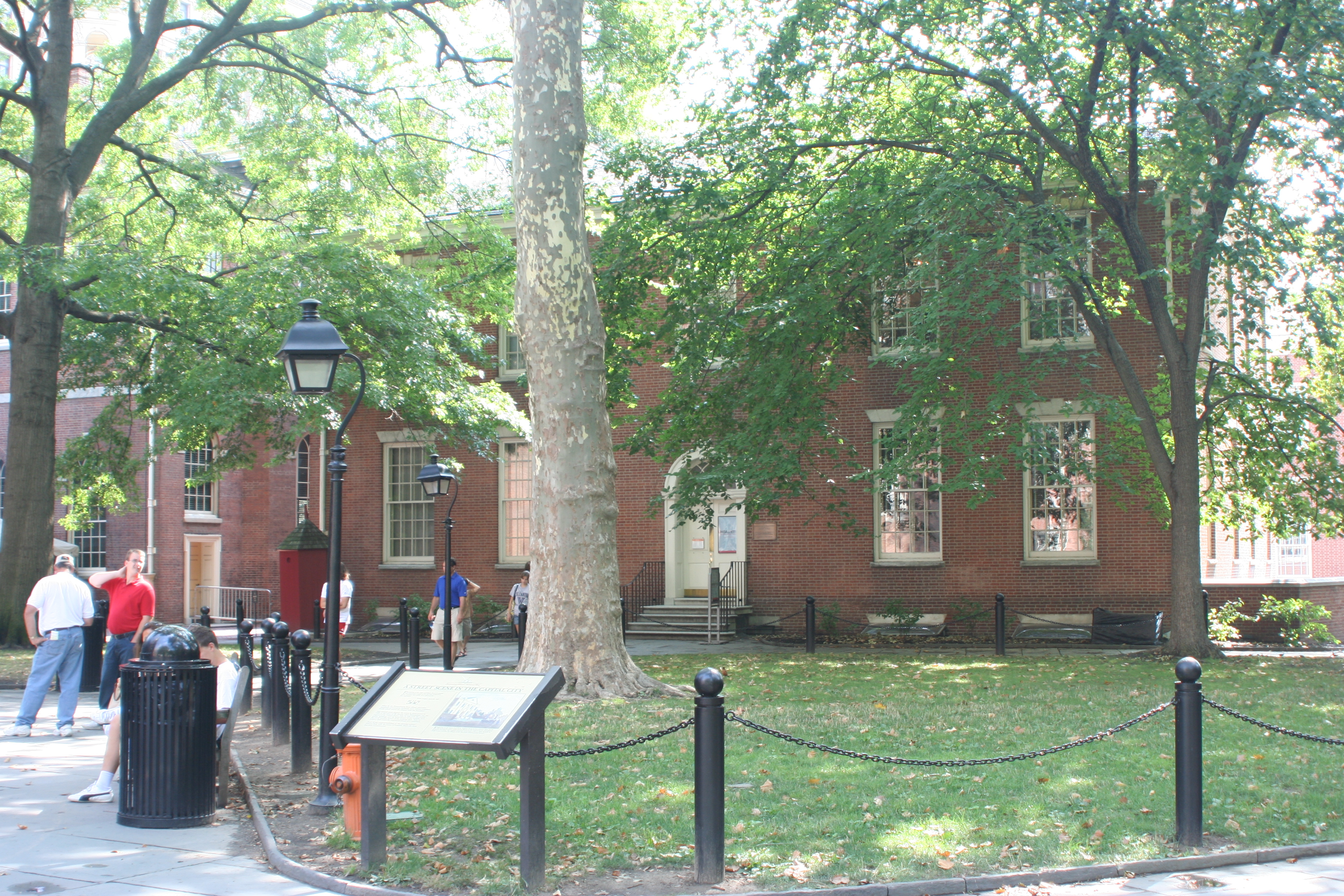
Philosophical Hall, oggi

Ancora oggi la Philosophical Hall ospita gli uffici dell'APS, inoltre ospita un museo aperto al pubblico da aprile a dicembre. Dal 1993 gli incontri semestrali dei membri avvengono al Benjamin Franklin Hall, ad un isolato di distanza. L'edificio risulta essere l'unica struttura privata di Indipendence Square.